# Monticello (Nowy Jork)
Monticello – wieś w Stanach Zjednoczonych, w stanie Nowy Jork, w hrabstwie Sullivan.